# When We're Old
When We're Old è un singolo della cantante lituana Ieva Zasimauskaitė, pubblicato il 13 febbraio 2018.

## Promozione
Scritto e prodotto da Vytautas Bikus, il brano è stato scelto per partecipare a Eurovizijos atranka 2018, il processo di selezione del rappresentante lituano all'annuale Eurovision Song Contest. Dopo aver superato le semifinali Ieva Zasimauskaitė ha avuto accesso alla serata finale, nella quale è stata proclamata vincitrice del programma arrivando seconda nel voto delle giurie e prima nel televoto. Questo le ha concesso il diritto di rappresentare il suo paese all'Eurovision Song Contest 2018 a Lisbona, in Portogallo.
Dopo essersi qualificata dalla prima semifinale della manifestazione europea, Ieva Zasimauskaitė si è esibita nella finale del 12 maggio 2018, dove si è piazzata al 12º posto su 26 partecipanti con 181 punti totalizzati. È risultata la decima più votata dal pubblico e la preferita dai televoti di Estonia, Irlanda, Lettonia, Norvegia e Regno Unito. Per la sua esibizione eurovisiva, la cantante ha eseguito il penultimo verso in lingua lituana (del brano aveva pubblicato una versione interamente nella sua lingua madre, Kol myliu) mentre il suo allora marito l'ha raggiunta sul palco.

## Video musicale
Il video musicale del brano è strato pubblicato il 12 marzo 2018 sul canale YouTube dell'Eurovision Song Contest.

## Tracce
Testi e musiche di Vytautas Bikus.
1. When We're Old – 2:59
2. Kol myliu – 2:59

Remix
1. When We're Old (Jovani Remix) – 3:06

## Classifiche
| Classifica (2018) | Posizione massima |
| ----------------- | ----------------- |
| Estonia           | 17                |